# 산타 마리아 델 포폴로 성당

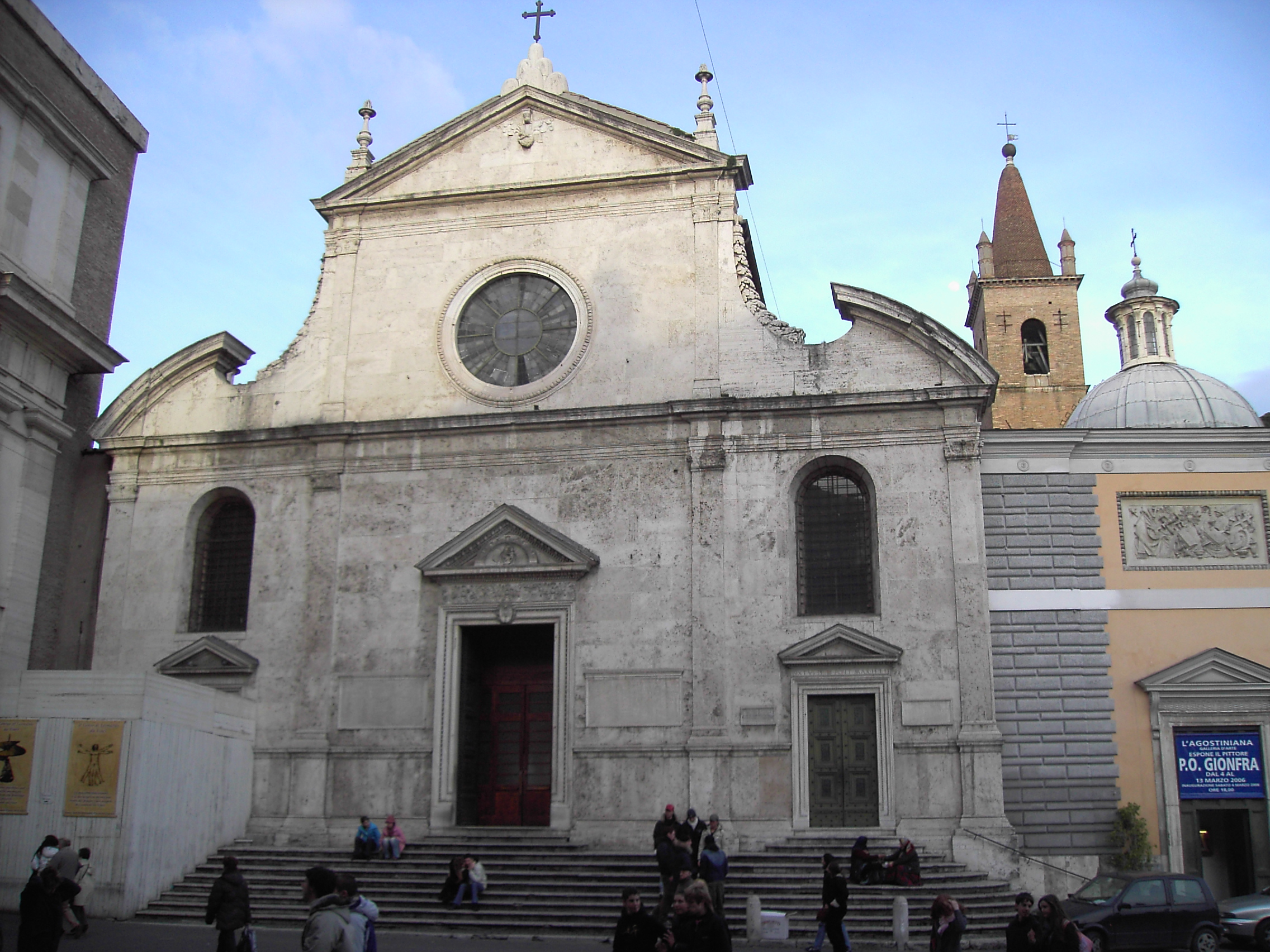
산타 마리아 델 포폴로 성당의 전면 외관.

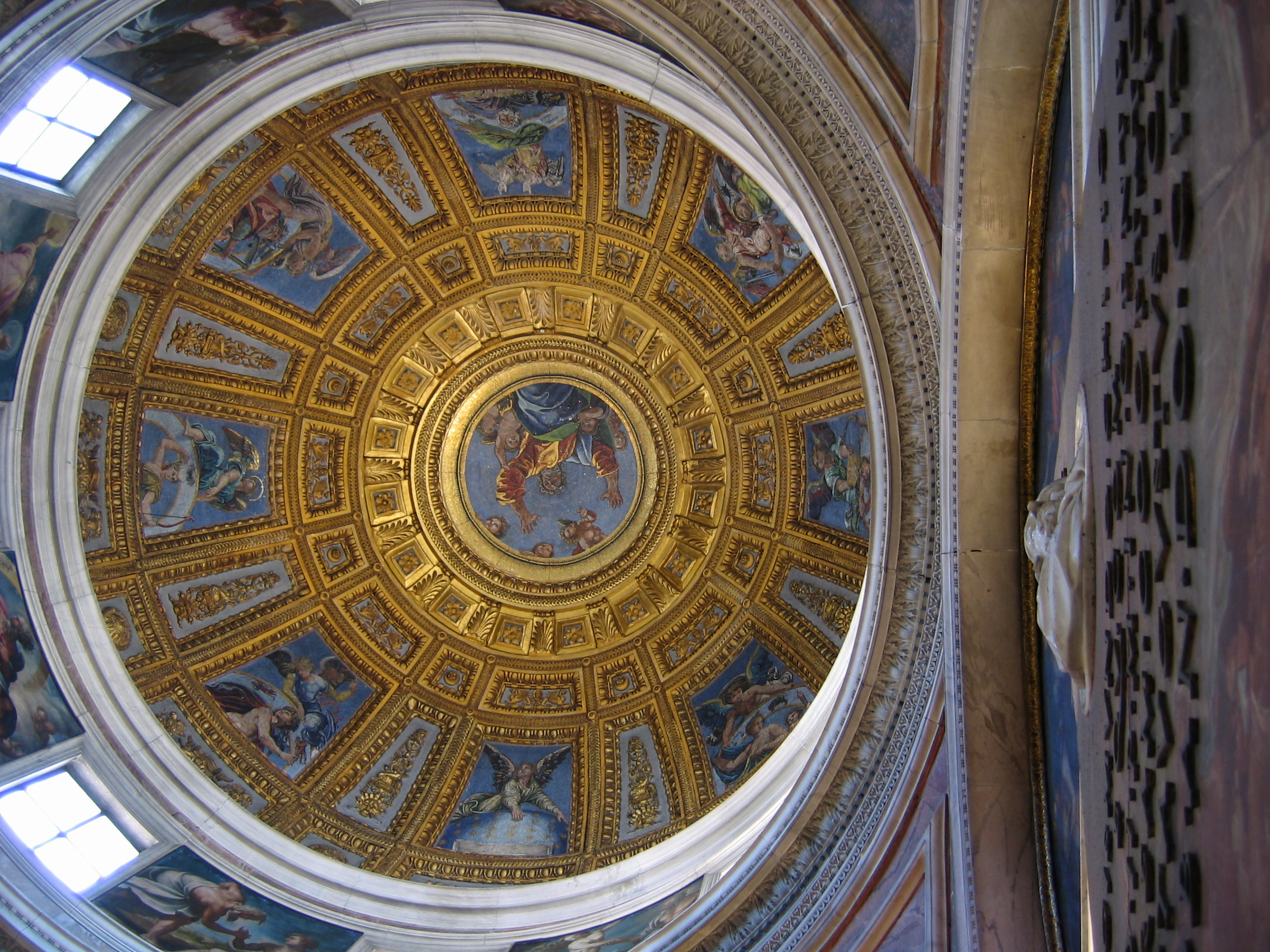
산타 마리아 델 포폴로 성당의 돔.

산타 마리아 델 포폴로 성당(이탈리아어: Basilica di Santa Maria del Popolo)은 로마에 있는 유명한 아우구스티노회 담당 성당이다. 이 성당은 로마 시내에서 가장 유명한 광장 가운데 하나인 포폴로 광장의 북쪽 인근에 자리 잡고 있다.
1099년, 교황 파스칼 2세에 의해 도미티아 가족묘 위에 성모 마리아에게 봉헌하는 경당이 들어섰다. 전승에 따르면 처음에 이 자리에는 네로 황제의 유령 또는 검은색 까마귀 형태를 한 악마들이 출몰한다는 보고가 잇달았다. 그리하여 교황의 명령에 따라 까마귀들의 은신처인 거대한 호두나무가 베어지고 그 자리에 성당이 세워졌다. ‘시민의’라는 뜻의 델 포폴로(del Popolo)라는 이름은 아마도 로마 시민이 낸 기금에서 비롯된 듯하다. 그러나 어떤 자료에서는 ‘미루나무’라는 뜻으로 인근의 특정 나무를 가리키는 라틴어 포풀루스(populus)에서 비롯되었다고 한다. 13세기 전반기에 경당은 교황 그레고리오 9세에 의해 성당으로 승격되었으며 아우구스티노회에 주어졌다. 성당은 아직도 아우구스티노회에서 관리하고 있다.
산타 마리아 델 포폴로 성당은 로마 주재 롬바르드인 협회의 의뢰로 1472-1477년에 바치오 폰텔리와 안드레아 브레뇨에 의해 재건축되었으며, 이탈리아 르네상스 건축의 본보기로 태어났다. 1655-60년에는 교황 알렉산데르 7세의 요구에 따라 잔 로렌초 베르니니에 의해 수정되어, 르네상스 양식의 성당에서 좀 더 근대적인 바로크 양식의 성당으로 개정되었다.
성당 내 체라시 경당에는 카라바조의 캔버스 그림(십자가에 못 박힌 성 베드로와 다마스쿠스로 가는 길)과 안니발레 카라치의 성모 승천뿐만 아니라, 핀투리키오의 프레스코 벽화와 안드레아 브레뇨와 잔 로렌초 베르니니의 조각상(하바쿡과 천사, 다니엘과 사자)을 보유하고 있다. 키지 경당은 은행가 아고스티노 키지의 개인 경당으로 라파엘로 산치오가 설계하였다. 돔은 라파엘로의 모자이크 그림 천지 창조로 장식되어 있다.
베르니니의 조정 후, 성당은 로마 시에 사는 부유한 사람들의 유명한 매장지가 되었다. 은행가 아고스티노 키지와 사보 밀리니 추기경들의 무덤도 여기에 포함되어 있다.

## 매장
- 조반니 바티스타 지슬레니
- 아고스티노 키지
- 시기스몬도 키지
- 마리아 플라미니아 오데스칼키 키지
- 페리 드 클뤼니

## 소장 그림

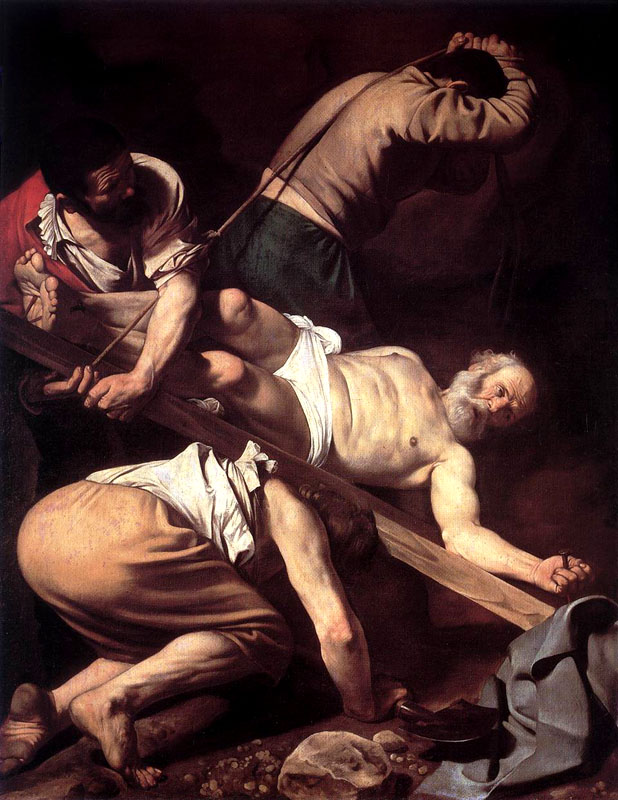
카라바조의 십자가에 못 박힌 성 베드로
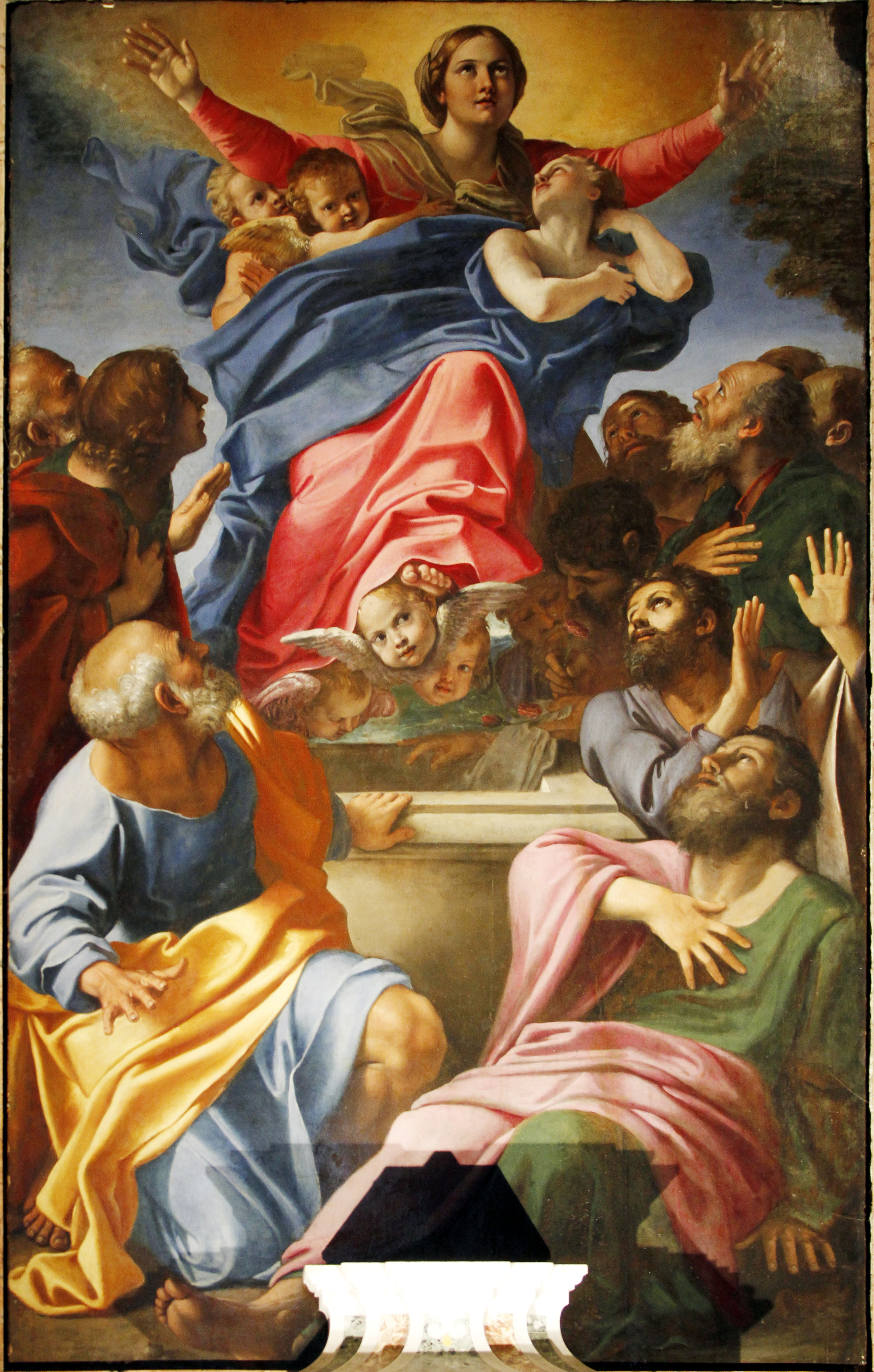
안니발레 카라치의 성모 승천
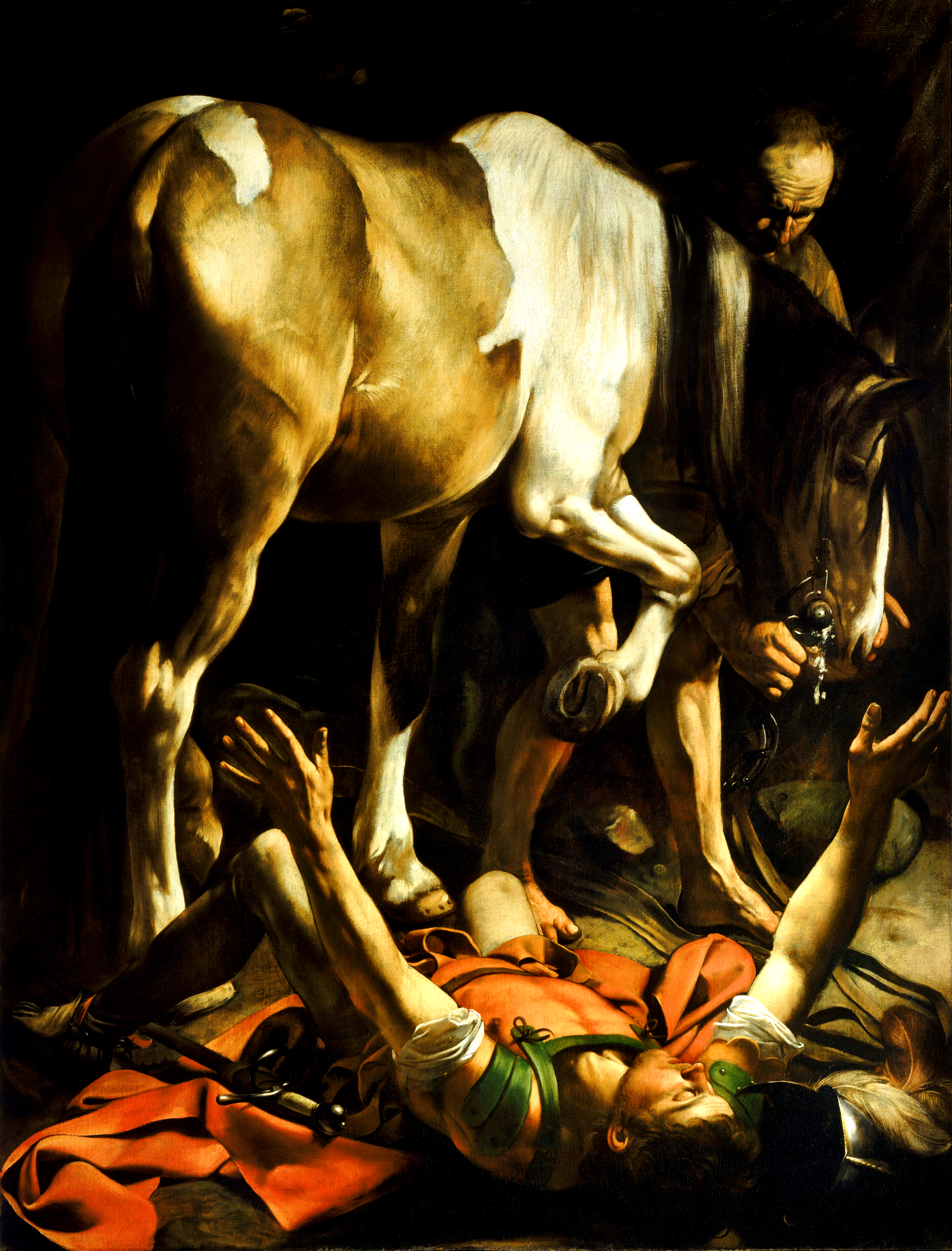
카라바조의 다마스커스로 가는 길